# Hartwig von Schubert
Hartwig von Schubert (* 22. Januar 1954) ist ein deutscher Theologe.

## Leben
Hartwig von Schubert studierte Evangelische Theologie und promovierte an der Universität Heidelberg über Evangelische Ethik und Humangenetik (in Erweiterung veröffentlicht: Evangelische Ethik und Biotechnologie). Von Schubert war von 1982 bis 1987 Pastor der Nordelbischen Evangelisch-Lutherischen Kirche im Hamburger Bahnhofsviertel St. Georg, von 1987 bis 1991 Wissenschaftlicher Mitarbeiter zu Fragen Medizinischer Ethik an der Forschungsstätte der Evangelischen Studiengemeinschaft in Heidelberg, von 1992 bis 2002 Abteilungsleiter Beratung und Seelsorge im Diakonischen Werk Hamburg, seit 1998 Vorstand Evangelisches Hilfswerk im Diakonischen Werk Hamburg, von 2002 bis 2004 Studienleiter an der Evangelischen Akademie Nordelbien in Hamburg und Bad Segeberg und von 2005 bis 2019 Evangelischer Militärdekan an der Führungsakademie der Bundeswehr Hamburg mit den Schwerpunkten Politische und Militärische Ethik. Von November 2009 bis März 2010 begleitete von Schubert das 21. Deutsche Kontingent ISAF in den Norden Afghanistans. Im Juni 2021 wurde er von der Universität Hamburg für das Fach Systematische Theologie habilitiert und lehrt dort seither als Privatdozent.

## Schriften

### Als Autor und Mitautor
- Evangelische Ethik und Biotechnologie, Frankfurt: Campus 1991, ISBN 3-593-34547-1.
- mit Wolfgang Kinzinger, Heiner Lücke-Janssen, Barbara Schneider, Wolfgang Schrödter, Wolfgang Vogelmann: Von der Seele reden. Eine empirisch-qualitative Studie über psychotherapeutische Beratung in kirchlichem Auftrag, Neukirchen-Vluyn: Neukirchener Verlag 1998, ISBN 3-7887-1692-4.
- mit Norbert Hering: Cyber Age. Mensch und Cybertechnologie in den Herausforderungen und Konflikten des 21. Jahrhunderts, Köln: Wolters & Kluwer 2012, ISBN 978-3-452-27801-2.
- Die Ethik rechtserhaltender Gewalt (Wifis aktuell, Band 48), Berlin: Verlag Barbara Budrich 2013.
- Integrative Militärethik. Ethische Urteilsbildung in der militärischen Führung (Standpunkte und Orientierungen, Band 5) Berlin: Miles Verlag 2015, ISBN 978-3-945861-06-6.
- Pflugscharen und Schwerter. Plädoyer für eine realistische Friedensethik, Leipzig: Evangelische Verlagsanstalt 2019, ISBN 978-3-374-05861-7.
- mit Boris Penth: Europas Mission – kulturell und politisch, Saarbrücken: Röhrig Universitätsverlag 2020, ISBN 978-3-86110-758-3.
- Nieder mit dem Krieg. Eine Ethik politischer Gewalt, Leipzig: Evangelische Verlagsanstalt 2021, ISBN 978-3-374-07045-9.
- mit Alexander Dietz: Brauchen wir eine allgemeine Dienstpflicht?, Leipzig: Evangelische Verlagsanstalt 2023, ISBN 978-3-374-07417-4.
- Den Frieden verteidigen (Trilogie: Von Krieg und Frieden, Band 3), Stuttgart: Kohlhammer 2024, ISBN 978-3-17-043426-4.

### Als Mitherausgeber und Redakteur
- mit Jürgen Hübner: Biotechnologie und Evangelische Ethik. Die internationale Diskussion. Campus, Frankfurt am Main 1992, ISBN 3-593-34784-9.
- Evangelischen Kirchenamt für die Bundeswehr (Hrsg.): Friedensethik im Einsatz. Gütersloher Verlag, Gütersloh 2009 (Redaktion und umfangreiche Beiträge), ISBN 978-3-579-08092-5.
- mit Matthias Rogg und Sophie Scheidt: Ethische Herausforderungen digitalen Wandels in bewaffneten Konflikten. German Institute for Defence and Strategic Studies, Hamburg 2020, ISBN 978-3-948752-00-2 (Open Access).

### Aufsätze
- Theologie nach Holocaust? In: Theologische Beiträge, Jg. 11 (1980), Heft 4, S. 172–177.
- Eine islamisch-christliche Begegnung im Stadtteil. In: Lernort Gemeinde. Beiträge zur Gemeindepädagogik aus dem Evangelischen Zentrum Rissen, 2/1984, S. 38–44.
- Die Blutspende – Geschenk oder Ware? In: Ethik in der Medizin 1993/5, S. 60–69.
- Traum, Metapher und Mythos am Beispiel „Kain und Abel“. In: Enno Rudolph (Hrsg.): Mythos zwischen Philosophie und Theologie. Wissenschaftliche Buchgesellschaft, Darmstadt 1994, ISBN 3-534-12441-3, S. 77–94.
- Geistig Behinderte als Forschungsobjekte? Zur Bioethik-Konvention des Europarates. In: Zeitschrift für Evangelische Ethik, Jg. 42 (1998), S. 140–146.
- Unternehmenskultur in der freien Wohlfahrtspflege – Fragen eines Mitarbeiters an den Träger. In: System Familie, Jg. 12 (1999), Heft 3, S. 109–119.
- Zukunftshoffnung Biomedizin. Kritische Anmerkungen eines evangelischen Theologen am Beispiel der Präimplantationsdiagnostik. In: Berliner Republik, Jg. 2 (2000), Heft 4, S. 14–21.
- Das Dilemma der „angewandten Ethik“ zwischen Prinzip, Ermessen und Konsens am Beispiel von „Bioethik-Konvention“ und kirchlichen Stellungnahmen. In: Ethik in der Medizin, Jg. 12 (2000), S. 46–50.
- mit Helmut Hildebrandt: Herausforderungen für die Aufsichtsratstätigkeit im evangelischen Krankenhaus. In: Gerhard Wolf, Andrea Dörries (Hrsg.): Grundlagen guter Beratungspraxis im Krankenhaus. Verlag für Angewandte Psychologie, Göttingen 2001.
- mit Frank Rutkowsky: Zur Zukunft kirchlicher Seelsorge in gesellschaftlichen Institutionen. In: Wege zum Menschen, Jg. 60 (2008), Heft 5, S. 441–452.
- Die Vision des Gerechten Friedens in Europa und der Welt. In: Zeitschrift für Evangelische Ethik, Jg. 53 (2009), Heft 3, S. 191–197.
- mit Ulrich Weber: Ethik im Sanitätsdienst von Streitkräften. In: Wehrmedizinische Monatsschrift, Jg. 53 (2009), Heft 9: Medizinethische Fragestellungen das Sanitätsdienstes im Einsatz, S. 281–283.
- Global Zero. Herausforderungen an eine Weltnuklearordnung. In: Volker Stümke, Matthias Gillner (Hrsg.): Friedensethik im 20. Jahrhundert. Kohlhammer, Stuttgart 2011, S. 247–258.
- Afghanistan und die Tugend strategischer Geduld. In: Stefan Bayer, Matthias Gillner (Hrsg.): Soldaten im Einsatz. Sozialwissenschaftliche und ethische Reflexionen. Duncker & Humblot, Berlin 2011, S. 43–64.
- Kampfdrohnen für die Bundeswehr? – Zur Einhegung des Cyber-Krieges. In: epd-Dokumentation Dezember 2014, Frankfurt a. M., S. 47–59.
- Wie werden Soldaten im Umgang mit Schuld und Ohnmacht begleitet? In: Matthias Gillner, Volker Stümke (Hrsg.): Kollateralopfer. Nomos, Baden-Baden 2014, S. 157–172.
- Frieden durch Recht. Die Ethik rechtserhaltender Gewalt und das Völkerrecht. In: Jürgen Franke, Nina Leonhard (Hrsg.): Militär und Gewalt: Sozialwissenschaftliche und ethische Perspektiven. Duncker & Humblot, Berlin 2015, S. 265–313.
- Militärseelsorge. In: Wolfgang Engemann (Hrsg.): Handbuch Seelsorge. Grundlagen und Profile. 3. Auflage. EVA, Leipzig 2016.
- Legitimacy of Military Deployments Especially in Asymmetric Conflicts. In: Thomas R. Elßner, Reinhold Janke (Hrsg.): Didactics of Military Ethics. From Theory to Practice. Brill & Nijhoff, Leiden 2016, S. 184–199.
- Grenzen. Theologisch-ethische Gedanken zur Kritik der Gewalt. In: Clausewitz Gesellschaft e.V. Jahrbuch 2017, S. 78–96.
- Das Reich Gottes, die Idee des Rechts und das Friedensvölkerrecht. In: Ines-Jacqueline Werkner, Torsten Meireis (Hrsg.): Rechtserhaltende Gewalt – Eine ethische Verortung (= Fragen zur Gewalt, Bd. 2). Wiesbaden 2018, S. 59–94.
- Der Freimut der Admirale und Generale und die Eule der Minerva. In: Zur sache bw. Evangelische Kommentare zu Fragen der Zeit, Jg. 34 (2018), Heft 2, S. 66–68.
- Frieden durch Barmherzigkeit und Frieden durch Recht. In: Auf dem Weg zu einer Kirche der Gerechtigkeit und des Friedens. Ein friedenstheologisches Lesebuch. Evangelische Verlagsanstalt, Leipzig 2019, S. 207–212.
- Which Morals Society Should Learn from the Military, and Which Decisively Not. In: Stephen Pickard, Michael Welcker, John Witte Jr. (Hrsg.): The Impact of the Military on Character Formation, Ethical Education, and the Communication of Values in Late Modern Pluralistic Societies, Evangelische Verlagsanstalt, Leipzig 2022, S. 61–77, ISBN 978-3-374-07187-6.
- Künstliche Intelligenz – jenseits von Eden. Theologisch-ethische Betrachtungen. In: Norbert Lammert, Wolfgang Koch (Hrsg.): Bundeswehr der Zukunft. Verantwortung und Künstliche Intelligenz. Konrad-Adenauer-Stiftung, Berlin 2023, S. 402–418.
- Hasta la vista? Völkerrecht statt Terminator: Künstliche Intelligenz ist in der Kriegsführung unaufhaltbar, Technologie darf aber nicht die Kontrolle übernehmen. In: ipg-journal, 13. März 2023 (online).
- »Intelligente« Waffensysteme als ethisches Problem. Wie das Recht bewaffneter Konflikte in die Algorithmen kommt. In: Zeitschrift für Evangelische Ethik, Jg. 68 (2024), Heft 2, S. 119–136.